# Jieziyuan Huazhuan

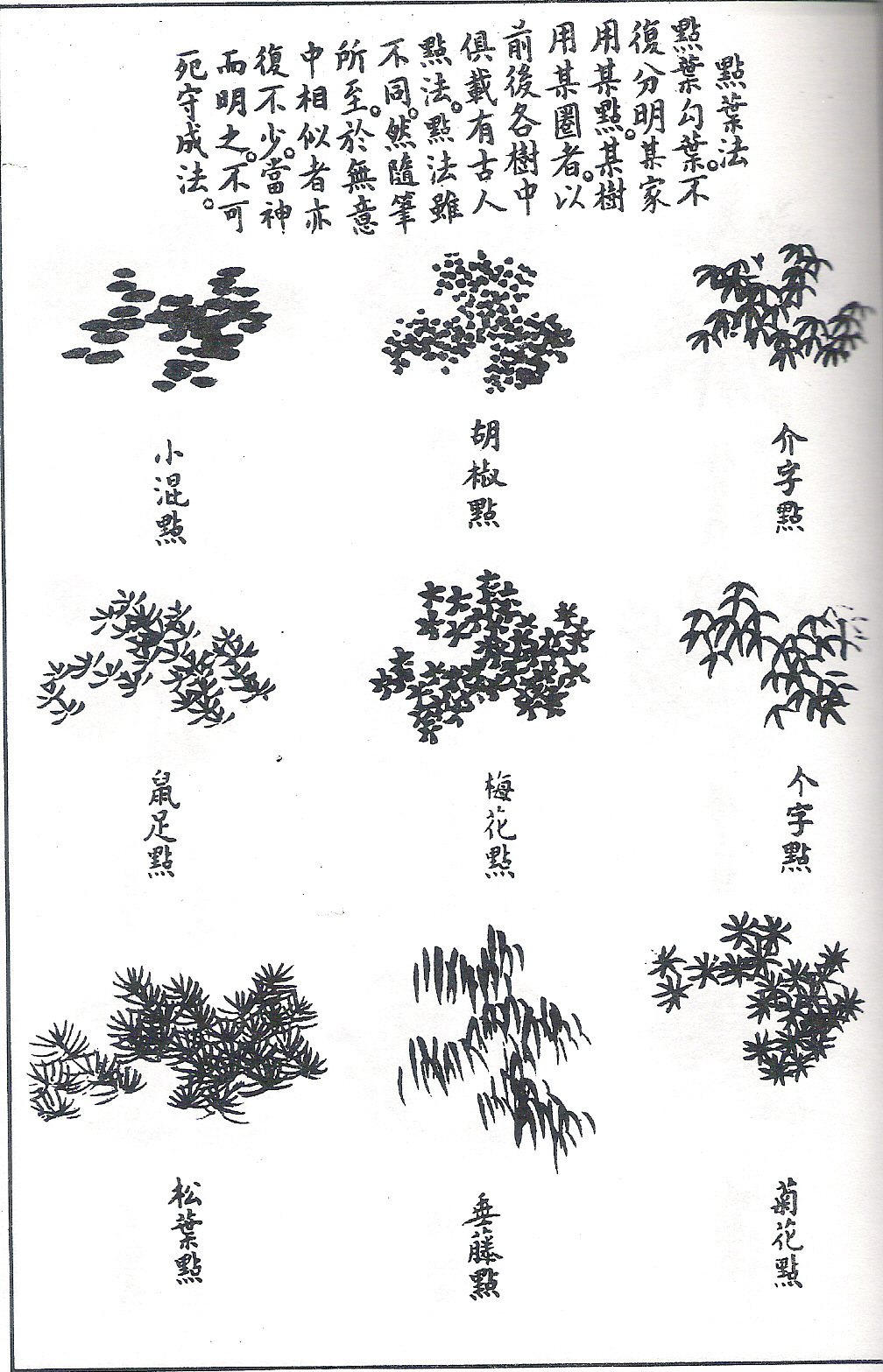
Enseignement de la peinture des feuilles, volume deux du Jieziyuan Huazhuan

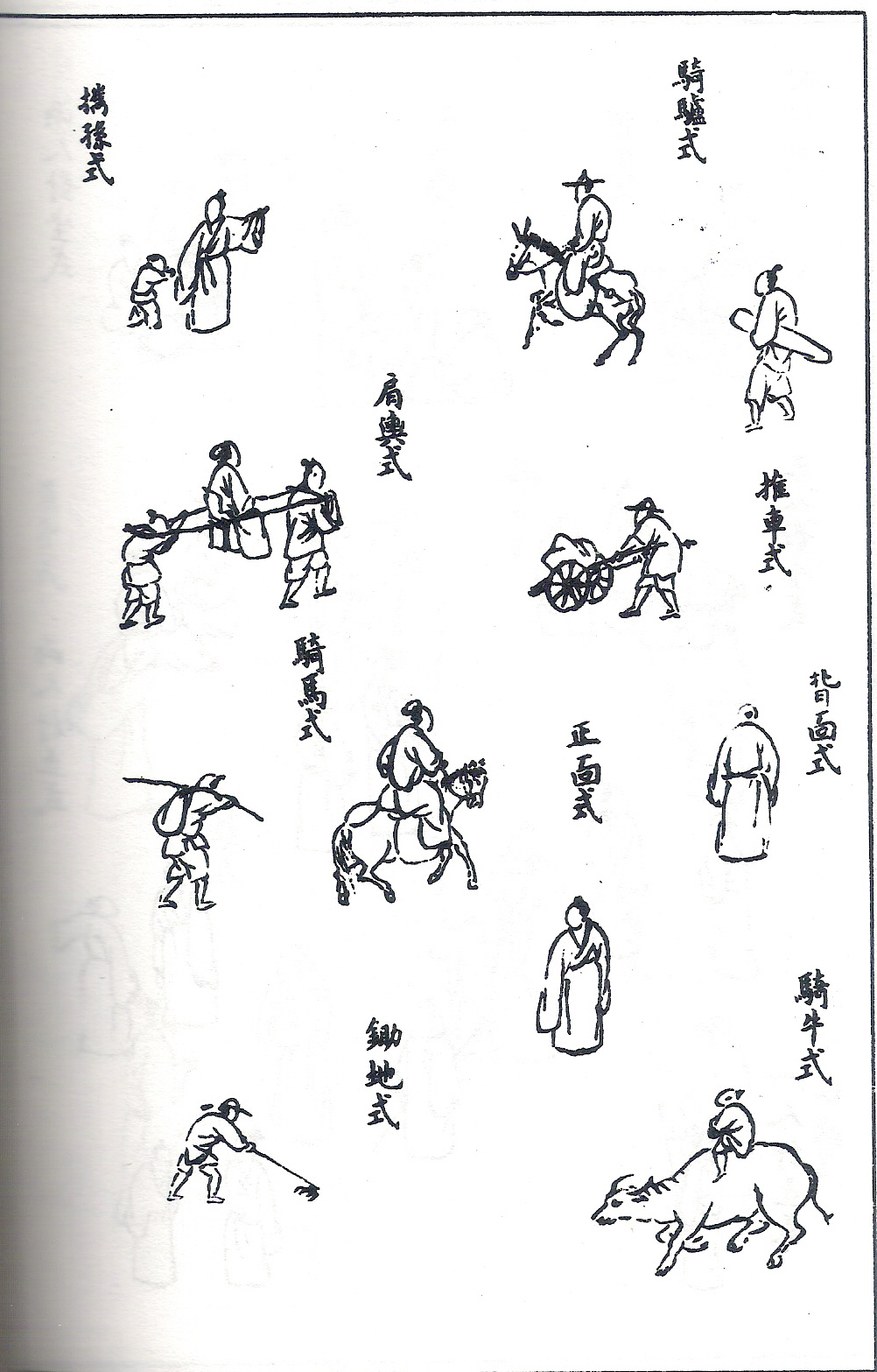
Enseignement de la peinture des personnages, volume quatre du Jieziyuan Huazhuan

Le Jièzǐyuán huàzhuàn (chinois simplifié : 芥子园画传 ; chinois traditionnel : 芥子園畵傳) ou Précis de peinture du Jardin du grain de moutarde, également connu sous le nom de Jièzǐyuán Huàpu (芥子園畫譜/芥子园画), est un manuel, et une véritable encyclopédie de peinture chinoise, écrite au début de la dynastie Qing.
Le Jardin du grain de moutarde (芥子园, Jièzǐ yuán) est un jardin arboricole de la municipalité de Lánxī (兰溪), dans la province du Zhejiang.
De nombreux peintres chinois de renom, comme Qi Baishi, ont commencé leur apprentissage de la peinture à l'aide de cet ouvrage.
Ce travail fut commandité par Shěn Xīnyǒu (沈心友), le gendre du fameux dramaturge Li Yu, dont la demeure à Lanxi était surnommé Jièzǐyuán, ou Jardin du grain de moutarde. Shěn Xīnyǒu avait en sa possession les documents de Lǐ Liúfāng (李流芳), un peintre de la fin de la dynastie Ming, et il demanda à Wáng Gài (王概), Wáng Shī (王蓍), Wáng Niè (王臬) et Zhū Shēng (诸升) de reprendre ces documents et de les compiler, afin de créer un manuel sur la peinture des paysages. Le résultat fut le premier volume de Jièzǐyuán huàzhuàn, publié en 1679 en cinq couleurs, et comprenant cinq juàn (卷) ou volumes. Li Yu, en tant qu'éditeur, écrivit une préface à l'ouvrage.
Il était originellement composé de trois volumes[réf. nécessaire]:
Le premier volume comprend de nombreuses parties :
- Les principes généraux de la peinture de paysage (山水, shānshuǐ) ;
- Introduction élémentaire à la composition picturale (分画学浅说, fènhuà xué qiǎnshuō) ;
- Remplissage des couleurs (设色, shèsè) ;
- Répertoire des arbres (树谱, shù pǔ) ;
- Répertoire des montagnes et pierres (山石谱, shān-shí pǔ) ;
- Répertoire des personnages des poutres se situant sous les toitures (人物屋宇谱, rénwù wūyǔ pǔ), Les poutres apparentas sous les toitures chinoises sont généralement peints de motifs représentant des scènes des mythologies chinoises ;
- Répertoire des maîtres de la peinture de paysage (名家山水画谱 Míngjiā shānshuǐhuà pǔ).
- etc.

Le second volume, le plus connu de nos jours, traite de quatre plantes : prunier, orchidée, bambou, chrysanthème (梅兰竹菊, méi lán zhú jú).
Dans le troisième volume il est question des peintures de fleurs et d'oiseau (花鸟, huāniǎo), comportant également une partie sur les plantes florales (花卉 huāhuì) et les insectes des herbes (草虫 cǎochóng), une partie sur les fleurs et les arbres (花木, huā mù) et les oiseaux (禽鸟, qín niǎo) en deux rouleaux (两卷 liǎng juàn), où il est écrit à peu près la même chose que dans le premier volume.
Un quatrième volume a été ajouté en 1818 par Jiā qìng (嘉庆).
Cháo Xūn (巢勛/巢勋) (1852-1917), peu satisfait de cette continuation, publia sa propre réédition de l'œuvre, en en reproduisant fidèlement les trois premiers volumes. Actuellement, les éditions reprenant ces 3 premiers volumes proviennent de la reproduction de Cháo Xūn.
Une traduction française, agrémentée de commentaires,  Les Enseignements de la Peinture du Jardin grand comme un Grain de Moutarde. Encyclopédie de la peinture chinoise,  par Raphaël Petrucci a été publiée chez Henri Laurens en 1918. Un fac simile de cet ouvrage est paru en 2004 aux éditions You Feng.
Une traduction anglaise de l'ouvrage, The Mustard Seed Garden Manual of Painting, a été faite par Mai-Mai Sze et éditée par Princeton University Press en 1978.